# XXIX Premis Goya
La XXIX edició dels Premis Goya (oficialment en castellà: Premios Anuales de la Academia "Goya") va tenir lloc al Palau de Congressos de la ciutat de Madrid (Espanya) el 7 de febrer de 2015. La cerimònia va ser presentada pel monologuista i actor Dani Rovira, amb bromes al ministre de cultura José Ignacio Wert i crítiques a la política de retalls.
La pel·lícula guanyadora de la nit fou La isla mínima d'Alberto Rodríguez, que amb 17 nominacions també fou la més nominada de la nit, amb 10 premis, entre ells millor pel·lícula, director, actor i guió original. La segona pel·lícula en nominacions fou El Niño de Daniel Monzón, que aconseguí 3 premis tècnics. La pel·lícula Ocho apellidos vascos d'Emilio Martínez-Lázaro, èxit de l'any, aconseguí 3 premis de les 5 candidatures a les quals optava, si bé no aconseguí nominacions ni com a millor pel·lícula, director o guió.

## Nominats i guanyadors
| Millor pel·lícula | Millor director |
| --- | --- |
| - La isla mínima - El Niño - Loreak - Magical Girli - Relatos salvajes | - Alberto Rodríguez per La isla mínima - Daniel Monzón per El Niño - Carlos Vermut per Magical Girl - Damián Szifron per Relatos salvajes |
| Millor actor | Millor actriu |
| - Javier Gutiérrez per La isla mínima - Raúl Arévalo per La isla mínima - Luis Bermejo per Magical Girl - Ricardo Darín per Relatos salvajes | - Bárbara Lennie per Magical Girl - María León per Marsella - Macarena Gómez per Musarañas - Elena Anaya per Todos están muertos |
| Millor actor secundari | Millor actriu secundària |
| - Karra Elejalde per Ocho apellidos vascos - Eduard Fernández per El Niño - Antonio de la Torre per La isla mínima - José Sacristán per Magical Girl | - Carmen Machi per Ocho apellidos vascos - Bárbara Lennie per El Niño - Mercedes León per La isla mínima - Goya Toledo per Marsella |
| Millor guió original | Millor guió adaptat |
| - Rafael Cobos i Alberto Rodríguez per La isla mínima - Daniel Monzón i Jorge Guerricaechevarría per El Niño - Carlos Vermut per Magical Girl - Damián Szifron per Relatos salvajes | - Javier Fesser, Cristóbal Ruiz i Claro García per Mortadel·lo i Filemó contra en Jimmy el Catxondo - Ignacio Vilar i Carlos Asorey per A esmorga - Pablo Burgués, David Planell i Chema Rodríguez per Anochece en la India - Anna Soler-Pont per Rastres de sàndal                         |
| Millor director novell | Millor direcció de producció |
| - Carlos Marqués-Marcet per 10.000 km - Juanfer Andrés i Esteban Roel per Musarañas - Curro Sánchez Varela per Paco de Lucía: La búsqueda - Beatriz Sanchís per Todos están muertos | - Edmon Roch i Toni Novella per El Niño - Manuela Ocón per La isla mínima - Luis Fernández Lago i Julián Larrauri per Mortadel·lo i Filemó contra en Jimmy el Catxondo - Esther García per Relatos salvajes                                                                                 |
| Millor actor revelació | Millor actriu revelació |
| - Dani Rovira per Ocho apellidos vascos - David Verdaguer per 10.000 km - Jesús Castro per El Niño - Israel Elejalde per Magical Girl | - Nerea Barros per La isla mínima - Natalia Tena per 10.000 km - Yolanda Ramos per Carmina y amén - Ingrid García-Jonsson per Hermosa juventud |
| Millor pel·lícula estrangera de parla hispana | Millor pel·lícula europea |
| - Relatos salvajes de Damián Szifron ( Argentina) - Conducta d'Ernesto Daranas ( Cuba) - Mr. Kaplan d'Álvaro Brechner ( Uruguai) - La distancia más larga de Claudia Pinto Emperador ( Veneçuela) | - Ida de Paweł Pawlikowski ( Polònia) - Qu'est-ce qu'on a fait au Bon Dieu? de Philippe de Chauveron ( França) - Hundraåringen som klev ut genom fönstret och försvann de Felix Herngren ( Suècia) - La sal de la terra de Juliano Ribeiro Salgado i Wim Wenders ( França)                  |
| Millor fotografia | Millor muntatge |
| - Álex Catalán per La isla mínima - Alejandro Martínez per Autómata - Carles Gusi Poquet per El Niño - Kalo Berridi per Ocho apellidos vascos | - José M. G. Moyano per La isla mínima - Mapa Pastor per El Niño - José M. G. Moyano i Darío García per Paco de Lucía: La búsqueda - Pablo Barbieri i Damián Szifron per Relatos salvajes                                                                                                   |
| Millor direcció artística | Millor vestuari |
| - Pepe Domínguez per La isla mínima - Patrick Salvador per Autómata - Antón Laguna per El Niño - Víctor Monigote per Mortadel·lo i Filemó contra en Jimmy el Catxondo | - Fernando García per La isla mínima - Armaveni Stoyanova per Autómata - Tatiana Hernández per El Niño - Cristina Rodríguez per Por un puñado de besos |
| Millor so | Millor música original |
| - Sergio Bürmann, Marc Orts i Oriol Tarragó per El Niño - Gabriel Gutiérrez per Autómata - Daniel de Zayas, Nacho Royo-Villanova i Pelayo Gutiérrez per La isla mínima - Nicolas de Poulpiquet i James Muñoz per Mortadel·lo i Filemó contra en Jimmy el Catxondo                                                                                      | - Julio de la Rosa per La isla mínima - Roque Baños per El Niño - Pascal Gaigne per Loreak - Gustavo Santaolalla per Relatos salvajes |
| Millor maquillatge i perruqueria | Millors efectes especials |
| - José Quetglas, Pedro Rodríguez i Carmen Veinat per Musarañas - Raquel Fidalgo, David Martí i Noé Montes per El Niño - Yolanda Piña per La isla mínima - Marisa Amenta i Néstor Burgos per Relatos salvajes | - Raúl Romanillos i Guillermo Orbe per El Niño - Pedro Moreno i Juan Ventura Pecellín per La isla mínima - Raúl Romanillos i David Heras per Open Windows - Antonio Molina i Ferrán Piquer per Torrente 5: Operación Eurovegas                                                              |
| Millor cançó original | Millor curt de ficció |
| - India Martínez, Riki Rivera i David Santisteban per El Niño (Niño sin miedo) - Fernando Merinero, Luis Ivars i Raúl Marín per Haz de tu vida una obra de arte (Me ducho en tus besos) - Rafael Arnau per Mortadel·lo i Filemó contra en Jimmy el Catxondo (Mortadelo y Filemón) - Fernando Velázquez per Ocho apellidos vascos (No te marches jamás) | - Café para llevar de Patricia Font - Loco con ballesta de Kepa Sojo - Safari de Gerardo Herrero Pereda - Todo un futuro juntos de Pablo Remón - Trato preferente de Carlos Polo |
| Millor pel·lícula d'animació | Millor curt d'animació |
| - Mortadel·lo i Filemó contra en Jimmy el Catxondo de Javier Fesser, Claro García i Cristóbal Ruiz - La Dixie i la rebel·lió zombi de Joxe Portela - Els Cap de Drap a la Selva de l'Arc de Sant Martí de Chelo Loureiro Vilarelle | - Juan y la nube de Giovanni Maccelli - A Lifestory de Nacho Rodríguez - A lonely sun story de Juanma Suárez García i Enrique Fernández Guzmán - El señor del abrigo interminable de Victoria Sahores Ripoll - Sangre de unicornio Arxivat 2020-07-04 a Wayback Machine. de Alberto Vázquez |
| Millor documental | Millor curt documental |
| - Paco de Lucía: La búsqueda de Curro Sánchez Varela - Nacido en Gaza d'Hernán Zin - Edificio España de Víctor Moreno - El último adiós de Bette Davis de Pedro González Bermúdez | - Walls (Si estas paredes hablasen) de Miguel López Beraza - El domador de peixos de Roger Gómez i Dani Resines - El último abrazo de Sergi Pitarch Garrido - La máquina de los rusos d'Octavio Guerra Quevedo                                                                              |
| Goya d'Honor | |
| Antonio Banderas (actor i director) | |